# فرودگاه کیلر
فرودگاه کیلر  (به انگلیسی: Kjeller Airport) یک فرودگاه همگانی و نظامی است که یک باند فرود آسفالت دارد و طول باند آن ۱۳۵۷ متر است. این فرودگاه در شهر کیلر، نروژ کشور نروژ قرار دارد و در ارتفاع ۱۰۸ متری از سطح دریا واقع شده است.